# 詹森α
詹森α（英語：Jensen's alpha），又譯作簡森α，也被稱作詹森指數，在金融領域被用来确定来自某一证券或投资组合超过理论预期收益的超額報酬。
上述的证券可以是任何资产，例如债券，股票或衍生品。理论收益通常由市场模型确定，最常用的是资本资产定价模型。市场模型利用统计学方法来预计某一资产的恰当的风险调整后收益，例如CAPM利用β系数进行风险调整。
詹森阿尔法最初于1968年被迈克尔·詹森用于评估共同基金经理表现。由CAPM得到的理论预期收益被假定为“已经过风险调整”。资产的理论预期收益率与衡量该资产风险的β值之间存在正相关关系，而风险较高的资产相较风险较低的资产有更高的理论预期收益率。如果一个资产的实际收益率高于风险调整后的理论预期收益率，这样的资产就被称为有“正的α”或者“超额收益”。投资者时刻在寻找着有较高阿尔法值的投资品种。
按照CAPM模型，计算詹森阿尔法值需要以下数据。
- 投资组合的实际回报
- 市场投资组合平均收益
- 市场无风险收益
- 投资组合的β值

詹森阿尔法＝投资组合的实际回报－[市场无风险收益﹢投资组合的β值×(市场平均收益－市场无风险收益)]
{\displaystyle \alpha _{J}=R_{i}-[R_{f}+\beta _{iM}\cdot (R_{M}-R_{f})]}
以尤金·法马（有效市场假说提出者）为首，许多学者提出异议，认为市场过于“有效”，投资者除非碰巧，否则无法重复地赚得超额收益。另一方面，由Russ Wermers领衔的对共同基金的实证研究得到的结论认为，基金经理寻找、挑选有正α值的证券是有价值的。然而这一研究结论遭到非议，批评者认为Russ的结论受到“幸存者偏差”的影响。
虽然受到争议，詹森阿尔法仍然被广泛的用于评价基金经理表现。此外，詹森阿尔法往往与夏普比率和特雷诺指数同时使用。